# Карапчешти (Галац)
Карапчешти (рум. Cărăpcești) насеље је у Румунији у округу Галац у општини Кород. Oпштина се налази на надморској висини од 163 m.

## Становништво
Према подацима из 2002. године у насељу је живело 772 становника, од којих су сви румунске националности.